# André Deveaux
André Deveaux, född 23 februari 1984 i Freeport, Bahamas, är en kanadensisk professionell ishockeyspelare som bland annat spelat i den svenska ishockeyklubben Rögle BK. Deveaux tillhör för närvarande ingen klubb.

## Karriär

### Rögle BK
Deveaux skrev på för Rögle BK den 9 december 2014 och kom då från det ryska KHL-laget Avtomobilist Yekaterinburg. Han debuterade för Rögle BK den 16 december 2014 mot Malmö Redhawks i hockeyallsvenskan. Matchen slutade 4-3 efter förlängning till Malmö inför 4 742 åskådare i Lindab Arena. Deveaux gjorde mål i debuten och fick drygt åtta minuter istid.

#### Överfallet på Per Helmersson
Under uppvärmningen inför matchen mellan Rögle BK och Västerås IK i kvalet till SHL den 26 mars 2015 åkte Deveaux från sitt eget lags bås ut på isen och utdelade en kraftig slashing bakifrån med klubban på Västerås IK:s lagkapten Per Helmersson. Västerås IK anmälde händelsen till polisen och Deveaux anhölls i sin frånvaro. Den 30 mars 2015 meddelade Rögle BK att de går skilda vägar med Deveaux till följd av händelsen.

### Tidigare klubbar
Deveaux har spelat för ett flertal klubbar i fyra olika länder.
- Belleville Bulls 2000-2003
- Owen Sound Attack 2003-2004
- Springfield Falcons 2004-2006
- Johnstown Chiefs 2005-2006
- Chicago Wolves 2006 – 2007, 2010-2011
- Toronto Marlies 2008-2010
- Toronto Maple Leafs 2008-2010
- Connecticut Whale 2011-2012
- New York Rangers 2011-2012
- San Antonio Rampage 2012-2013
- Avtomobilist Yekaterinburg 2013-2014
- Rögle BK 2014-2015